# Norman Deeley
Pour les articles homonymes, voir Deeley.
Norman Deeley, né le 30 novembre 1933 à Wednesbury et décédé le 7 septembre 2007, était un footballeur international anglais évoluant au poste d'ailier droit. 

## Carrière en club
Formé à Wolverhampton, Norman Deeley est sélectionné en équipe d'Angleterre scolaire en 1947. Il signe un contrat professionnel en décembre 1950 chez les Wolves et fait ses débuts en équipe première le 25 août 1951 contre Arsenal ; C'est une victoire 2-1. Avec Wolverhampton, il remporte trois titres de champion d'Angleterre (1953-54, 1957-58 et 1958-59) et une FA Cup en 1960. À l'occasion de la finale de la coupe 1960, Norman Deeley marque deux buts et est désigné homme du match.
Après 237 matchs officiels pour 75 buts (dont 206 matchs en D1 pour 66 buts), il quitte son club formateur pour rejoindre Leyton Orient. Il y reste deux saisons (73 matchs joués et 9 buts en championnat) avant de renoncer à son statut professionnel pour jouer en semi-professionnel jusqu'en 1974 sous les couleurs de Worcester City, Bromsgrove Rovers puis Darlaston.

## Carrière internationale
Norman Deeley décroche ses deux sélections en équipe d'Angleterre à l'occasion d'une tournée en Amérique du Sud en 1959. Le 13 mai, il joue contre le Brésil et le 17 mai il affronte le Pérou.